# Hypena aridoxa
Hypena aridoxa är en fjärilsart som beskrevs av Fletcher 1961. Hypena aridoxa ingår i släktet Hypena och familjen nattflyn. Inga underarter finns listade i Catalogue of Life.